# Visão de São João da Cruz
Visão de São João da Cruz é um óleo sobre tela da autoria de pintora Josefa de Óbidos. Pintado em 1673 e mede 161,5 cm de altura e 131,5 cm de largura.
A pintura pertence à Santa Casa da Misericórdia de Figueiró dos Vinhos.